# Cinédia
Cinédia é uma companhia cinematográfica brasileira fundada em 15 de março de 1930 no Rio de Janeiro por Adhemar Gonzaga. É considerado um dos mais importantes estúdios de cinema do Brasil, além do mais antigo ainda em atividade.

## História
Uma das mais importantes produtoras do cinema brasileiro nos anos 1930 e 1940, a Cinédia foi idealizada por Adhemar Gonzaga, se dedicando a produzir dramas populares e comédias musicais, que ficaram conhecidas pela denominação genérica de chanchadas.
Importou os melhores equipamentos e tecnologias, como câmeras Mitchell, e o sistema de som Movietone, no primeiro filme brasileiro com som óptico.
Humberto Mauro assinou o primeiro filme da companhia, Lábios Sem Beijos, de 1930. Em 1933, ele dirigiu, com Adhemar Gonzaga, A Voz do Carnaval, no qual a cantora Carmen Miranda fez uma de suas primeiras aparições cinematográficas.
Com comédias musicais como Alô, Alô, Brasil; Alô, Alô, Carnaval e Onde Estás Felicidade? , lançou atores como Oscarito, Grande Otelo e Dercy Gonçalves.
O maior sucesso de público da Cinédia foi O Ébrio, de 1946, produzido por Gonzaga e dirigido por Gilda de Abreu. Destacam-se também Bonequinha de Seda de 1936; Estudantes de 1935; Ganga Bruta de 1933; e Limite de 1931.
Os antigos estúdios da Cinédia no Rio de Janeiro foram usados para as gravações da novela adolescente Malhação da Rede Globo, entre os anos de 1995 e 1998, quando a trama ainda se passava em uma fictícia academia de ginástica, e por vários  outros sucessos da emissora, como Sítio do Pica-Pau Amarelo, Fera Radical, Bebê a Bordo, Chico Anísio Show, Casseta e Planeta, Riacho Doce, Direito de Amar, Bambolê, o seriado Mulher, entre outros .
Atualmente, a empresa segue em funcionamento em nova sede no bairro da Glória, onde também estão alocados seu acervo documental e seu acervo de equipamentos.

## Filmografia parcial
Lista parcial de filmes produzidos pela Cinédia.
- Lábios sem beijos (1930)
- Mulher (1931)
- A Voz do Carnaval (1933)
- Ganga Bruta (1933)
- Honra e Ciúmes (1933)
- Tapirapés (1934)
- Alô, Alô, Brasil! (1935)
- Noites Cariocas (1935)
- Carioca Maravilhosa (1935)
- Estudantes (1935)
- Alô Alô Carnaval (1936)
- O Jovem Tataravô (1936)
- Bonequinha de Seda (1936)
- Caçando Feras (1936)
- O Descobrimento do Brasil (1937)
- Samba da Vida (1937)
- Alma e Corpo de uma Raça (1938)
- Aruanã (1938)
- Maridinho de Luxo (1938)
- Tererê Não Resolve (1938)
- Está Tudo Aí (1939)
- Joujoux e Balangandãs (1939)
- Onde Estás Felicidade? (1939)
- O Gigante da América do Sul (1939)
- Direito de Pecar (1940)
- Eterna Esperança (1940)
- Pureza (1940)
- 24 Horas de Sonho (1941)
- O Dia é Nosso (1941)
- A Sedução do Garimpo (1941)
- It's All True (1942) (versão inacabada)
- Salário Mínimo (1970)